# Labobar
Die Labobar ist ein Passagierschiff des Inselstaats Indonesien. Es kann 3.084 Passagiere und 32 Container befördern und wurde auf der Meyer-Werft im emsländischen Papenburg unter der Baunummer S.663 gebaut. Es ist das 23. Schiff dieser Werft für Indonesien und ist das bisher einzige Schiff des speziell für den interinsularen Verkehr in Indonesien entwickelten Typ 3000, einer Weiterentwicklung des bewährten Typs 2000. Betreiber des Schiffes ist das Unternehmen PT. Pelayaran Nasional Indonesia.
Am 26. Juni 2004 wurde das Schiff getauft und an die Reederei übergeben. Die Taufpatin des Schiffes war die indonesische Frauenministerin Sri Redjeki Sumarjoto.